# 491 Carina
491 Carina
491 Carina là một tiểu hành tinh ở vành đai chính. Nó được Max Wolf phát hiện ngày 3.9.1902 ở Heidelberg. Không rõ nguồn gốc tên của nó.